# Carlo Montanari
Il Conte Carlo Montanari (Verona, 14 settembre 1810 – Belfiore, 3 marzo 1853) è stato un patriota italiano.
Fu uno dei martiri di Belfiore.

## Biografia
Discendente dell'antica famiglia Montanari di Verona, era figlio del conte Ferdinando Montanari e di Giulia Trevano. Fu dedito alle scienze e benefattore. Nel 1842 si iscrisse alla Società Letteraria di Verona per poi diventarne Conservatore nel 1850. In quell'ambiente incontrò personaggi di spicco della cultura e della politica, tra i quali Aleardo Aleardi, Giulio Camuzzoni, Angelo Messedaglia, Gaetano Trezza, Cesare Betteloni e altri ancora.

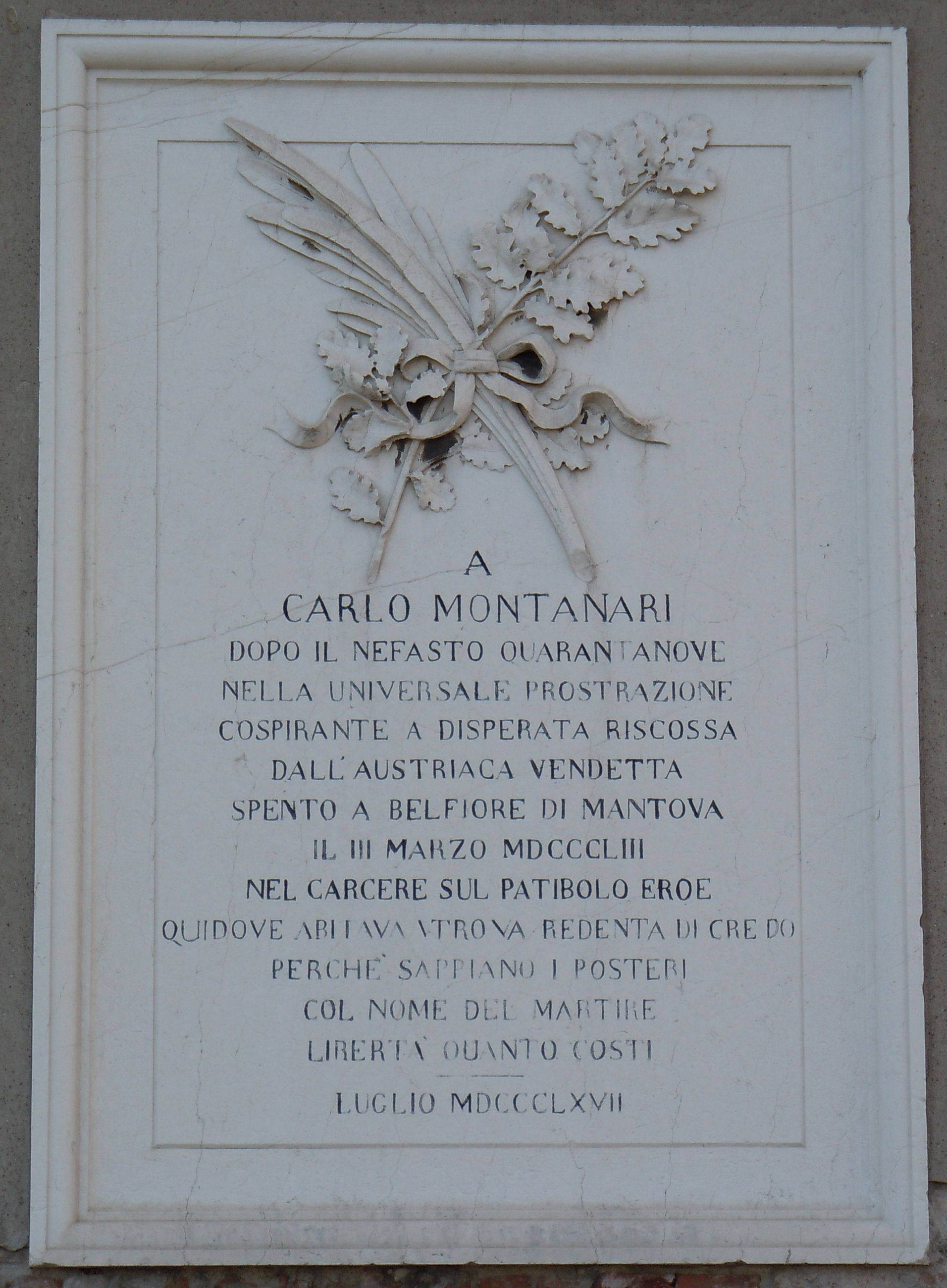
Verona, lapide in ricordo

Di ideali risorgimentali e liberali, partecipò alla congiura mantovana, che fallì. Arrestato nel veronese insieme ad altri patrioti fu condannato a morte.